# Jina (Jaïnisme)
Ne doit pas être confondu avec Jina (langue) ou Jina (Sibiu).
Jina est un terme sanskrit du sous-continent indien qui se traduit par conquérant ou vainqueur et qui désigne un être qui a atteint le nirvana, l'éveil.

## Dans le jaïnisme
Pour le jaïnisme, jina est synonyme de tirthankara. En effet, jina qualifie un humain qui a atteint l'état de Kevala Jnana, l'omniscience, l'état qui donnera la libération, l'omniscience , le moksha à la fin de sa vie; mais le mot désigne aussi un moine professeur ou un ascète enseignant, comme dans le courant religieux Ajivika, aujourd'hui disparu, et chez les premiers bouddhistes,.

## Dans le bouddhisme
Pour le bouddhisme, jina est synonyme de bouddha. L'humain a alors atteint la bodhi.